# 初恋 (奥華子の曲)
「初恋」（はつこい）は、2010年3月17日に発売された奥華子の10枚目のシングル。

## 解説
2009年12月16日に名古屋で開催されたクリスマスコンサートにて初披露された。発売前から歌詞、着うた、PV、USENでの先行配信やデビュー5周年記念としてmixiユーザーとのコラボポスターを作成するなど積極的な宣伝活動が行われている。本作品のA面曲(初恋)は、曲名から連想されるものと歌詞は若干ずれており、「本気で人を好きになった大人の恋を失った後」を描いている、究極の失恋ソングとして仕上げられている(本人談)。3rd Letterでのアンケートにより、失恋系（恋・楔など）の歌が好まれていること、10代女性の動員が顕著に増加していたことなどを考慮されて制作されている。PVには岡野真也が出演している。

### 公表～発売まで
- 2009年12月16日　クリスマスコンサート名古屋会場（愛知県）で初披露。
- 2009年12月26日　リリース日が決定し公表される。
- 2010年1月14日　『スッキリ!!』の番組中で初恋がTV初オンエア。同映像が公式HPで公開開始（クリスマスコンサートの映像を使用）。
- 2010年2月　USENにて配信開始。
- 2010年2月12日　「奥華子×マイミクポスター」完成。
- 2010年2月17日　レコチョクで着うた先どりver.を10円で配信開始（約13秒）。
- 2010年2月18日　曲目が確定（全6曲）。PV短縮版が公式HPで公開開始。
- 2010年2月24日　レコチョクで着うた・メロディコール正式版（サビ3パターン）を配信開始。
- 2010年2月25日　CS放送『スペースシャワーTV』の「More Music」（2:00 - 4:00）でPVが初放送される。
- 2010年3月6日　発売記念ライブの日程が公表される。
- 2010年3月10日　主要インターネット音楽配信サイトで「初恋」のフルバージョンを先行配信開始。

## 収録曲
- PCCA-03134

1. 初恋
2. 虹の見える明日へ　（アスナル金山CMソング）
3. そんな気がした (Live ver.)
4. ガーネット (Live ver.)
5. 初恋 -Instrumental-
6. 虹の見える明日へ -Instrumental-

＊3、4は2009年12月のクリスマスコンサートでのライブ音源

## 特典
本作品CDとレコチョクで配信されている着うたの両方を購入し、モバイルサイトにて所定の手続きを実施すると未発表曲「卒業の時～ともだち～」の着うたフルを特典として情報料無償でダウンロードすることができる。（パケット通信料は有償、着うたに対応している携帯電話端末が必要）なお、着うたフルと銘打っているが、実際はショートバージョンで1番のみの収録となっている。（発売イベント亀戸サンストリートでフルコーラスが披露された）

## 発売記念ライブ
ミニライブの他、指定場所にて本作品を購入した人を対象に握手会を実施予定。（今回はサイン会はない）
- 3月16日（火）ラゾーナ川崎プラザ　ルーファ広場　グランドステージ　14:00～、18:30～（神奈川県）
- 3月17日（水）アスナル金山　明日なる！広場　19:00～（愛知県）
- 3月20日（土）サンストリート亀戸　マーケット広場　14:00～（東京都）
- 3月21日（日）イオン土浦ショッピングセンター　1F 花火ひろば　13:00～（茨城県）
- 3月21日（日）イオンレイクタウン　1F木の広場　18:00～（埼玉県）
- 3月24日（水）PASEO地下1階 水の広場　18:30～（北海道）
- 4月1日（木）ベルモール　カリヨンプラザ　14:00～（栃木県）
- 4月1日（木）ララスクエア宇都宮　1Fアトリウム　18:00～（栃木県）
- 4月18日（日）キャナルシティ博多 B1Fサンプラザステージ　18:00～（福岡県）
- 4月19日（月）蔦屋書店　熊本三年坂店　17:30～（熊本県）
- 4月20日（火）アミュプラザ鹿児島(アミュ広場)　18:00～（鹿児島県）
- 4月21日（水）蔦屋書店　宮崎高千穂通り　18:00～（宮崎県）

## ラジオパワープレイ・タイアップ
- 3月
  - CBCラジオ（今月のうた）
  - FM大阪（E∞Tracks）
  - Radio MOMO
  - cross fm(green recommend)
  - RADIO BERRY(B★BOX3月度エンディング)
- 4月
  - STVラジオ(推薦曲)